# Geschiedenis van Vlaardingen

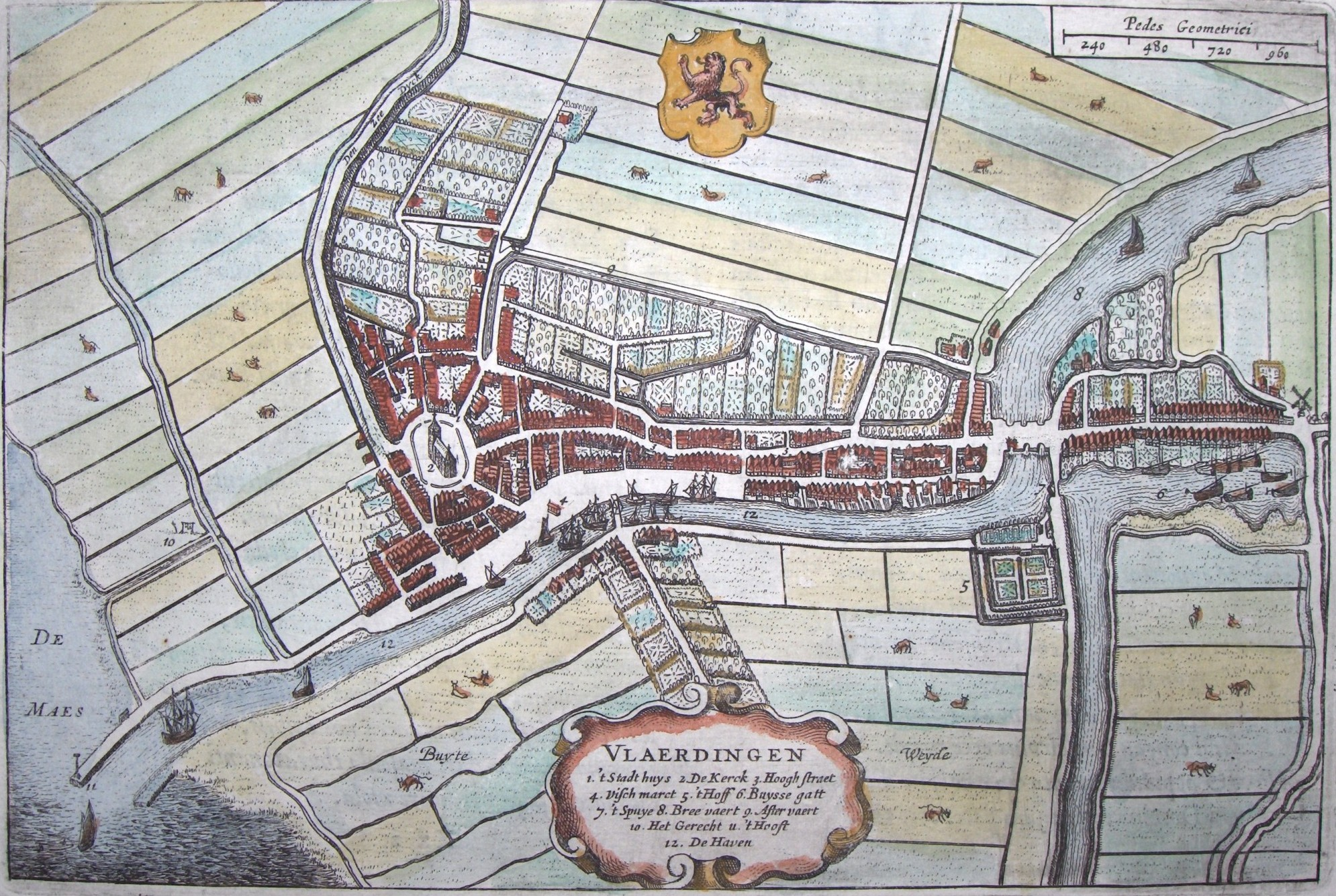
Kaart van Joan Blaeu (1649)

Wapen van Vlaardingen

Dit artikel behandelt de geschiedenis van de Nederlandse stad Vlaardingen.

## Prehistorie
Het gebied dat tegenwoordig Vlaardingen heet behoort tot de oudst bekende bewoonde gebieden in Holland. Uit opgravingen blijkt dat er al ten tijde van de late steentijd mensen in Vlaardingen woonden. Men spreekt in de archeologie van de Vlaardingencultuur en de periode waaruit de gevonden nederzetting dateert noemt men de Vlaardingen-tijd (3500 tot 2500 v.C.) In 1990 werd aan de rand van Vlaardingen een ruim 3300 jaar oud skelet gevonden. Zeventien jaar later werd bekend, dat hierin het oudste menselijke celkern-DNA zat, dat tot op heden in Nederland is vastgesteld. Het skelet wordt de Krabbeplasman genoemd, naar de plek waar hij gevonden is.
Ook na deze periode bleef Vlaardingen bewoond, zij het met onderbrekingen. Er zijn resten van boerderijen uit de ijzertijd opgegraven, waaruit blijkt dat het gebied voor Nederland dichtbevolkt was, gerekend naar maatstaven uit die tijd. Het zuidelijke deel van de Hoogstraat werd in deze periode reeds bewoond.
Er zijn resten van de oudste dammen van West-Europa aangetroffen, die rond 175 v.Chr. zijn aangelegd door boeren om hun land te beschermen tegen het binnendringende water uit de kreken. Er is ook een klepduiker in de vorm van een uitgeholde boomstam, met aan een uiteinde een klep gevonden, die rond het begin van de jaartelling moet zijn ingegraven. Daarmee is het het oudste sluisje van West-Europa.

## Romeinen
In de Romeinse tijd mag men een nederzetting genaamd Flenio of Flenium in of in de buurt van Vlaardingen vermoeden. Flenium staat op de Peutingerkaart (Tabula Peutingeriana) vermeld als gelegen tussen Tablis (Oud-Alblas?) en Forum Hadriani (Voorburg) aan de zuidelijke heerweg (dus niet de limes) Noviomagus (Nijmegen) - Lugdunum Batavorum (Katwijk-Brittenburg). Resten van Flenio zijn echter vooralsnog niet getraceerd. Het is echter heel goed mogelijk dat Flenio en de daarop aansluitende Romeinse wegen zijn weggespoeld.

## Kerstening
Vanaf de tweede helft van de derde eeuw tot in de zevende eeuw is Vlaardingen, zoals zo veel gebieden in West-Nederland, waarschijnlijk onbewoond geweest. Rond het jaar 700 zou hier echter een kerkje zijn gesticht en was er mogelijk een nederzetting. Misschien bestond de nederzetting uit twee terpen: één met een handelsnederzetting en één met een religieuze bestemming, zo'n situatie is van elders bekend. De kern van de handelsnederzetting moet op de huidige Hoogstraat worden gezocht, in de buurt van de Blokmakersplaats. De kerk stond waarschijnlijk iets zuidelijker, op de plaats van de huidige Grote Kerk. Als stichter van de kerk wordt een geestelijke genaamd Heribald genoemd, die de kerk aan Willibrordus zou hebben geschonken. De kerk van Vlaardingen behoort daarmee tot de oudste moederkerken van Holland. Willibrordus schonk de kerk op zijn beurt aan de Abdij van Echternach.
De terp waarop de kerk staat vormt tegenwoordig een geheel met de terp waarop de handelsnederzetting was gebouwd. Daardoor behoort de terp van Vlaardingen, die zich uitstrekt van de Markt tot voorbij de Blokmakersplaats, tot de grootste uit Magna Frisia.

## Graven
In 985 krijgt graaf Dirk II van Holland van de Duitse keizer het goed Masalanda in eigendom. Dit onontgonnen gebied had hij daarvoor al in leen verkregen. Het gebied is van groot strategisch belang, want wie Vlaardingen beheerst heeft ook de Maasmonding in handen, en kan daarmee controle uitoefenen op de handel over de rivier. De graaf laat in Vlaardingen een sterkte bouwen en een omvangrijk grafelijk hof aanleggen. Vanaf dat moment fungeert Vlaardingen als een van de 'hoofdsteden' van het graafschap.
De strategische positie aan de Maasmond wordt uitgebuit door van passerende handelsschepen (illegaal) tol te heffen. Uiteraard wordt hiertegen bij het keizerlijke hof geprotesteerd. Dit resulteert in de Slag bij Vlaardingen, in 1018. Hier verslaat Graaf Dirk III, met steun van de plaatselijke bevolking, een leger van de Duitse keizer dat was gestuurd om de illegale tolheffing te doen stoppen en om gebied dat Dirk III van de bisschop van Utrecht zou hebben afgepakt te heroveren. Tussen 1046 en 1049 zijn er in en om Vlaardingen wederom gevechten tussen enerzijds de graven en anderzijds de keizer en de bisschop en daarbij verliest Dirk IV zelfs het leven.
In 1070 weten de bisschop en de hertog van Lotharingen de graven helemaal uit Vlaardingen en Holland te verjagen. Dat duurt maar een paar jaar, want in 1076 herovert Dirk V het graafschap, door in Vlaardingen hertog Godfried met de Bult (Godfried III van Lotharingen) te laten vermoorden. Die aanslag staat te boek als de Vlaardingse toiletmoord.
Waarschijnlijk werd het strategisch gelegen Vlaardingen daarna verder uitgebouwd. Opmerkelijk is de bouw van een - voor die tijd - zeer grote romaanse kerk. De funderingen ervan zijn in de twintigste eeuw onder de huidige Grote Kerk teruggevonden. Wat precies de bedoeling van de Hollandse graaf met Vlaardingen was blijft vooralsnog echter onduidelijk. Overstromingen in het derde kwart van de twaalfde eeuw (met name de Sint-Thomasvloed (1163)) maakten aan de opkomst van Vlaardingen een einde. De handelsnederzetting verloor haar positie aan Dordrecht. De kerk waaraan begonnen was werd niet voltooid. De ontginningen lagen er jarenlang als een waddengebied bij, het benodigde dijkherstel was alleen te realiseren door het grafelijke gebied voor een belangrijk deel in leen uit te geven. De graven van Holland verlegden hun prioriteiten, het hof in Delft nam in belang toe. De ontwikkeling van Vlaardingen stagneerde.

## Stadsrechten

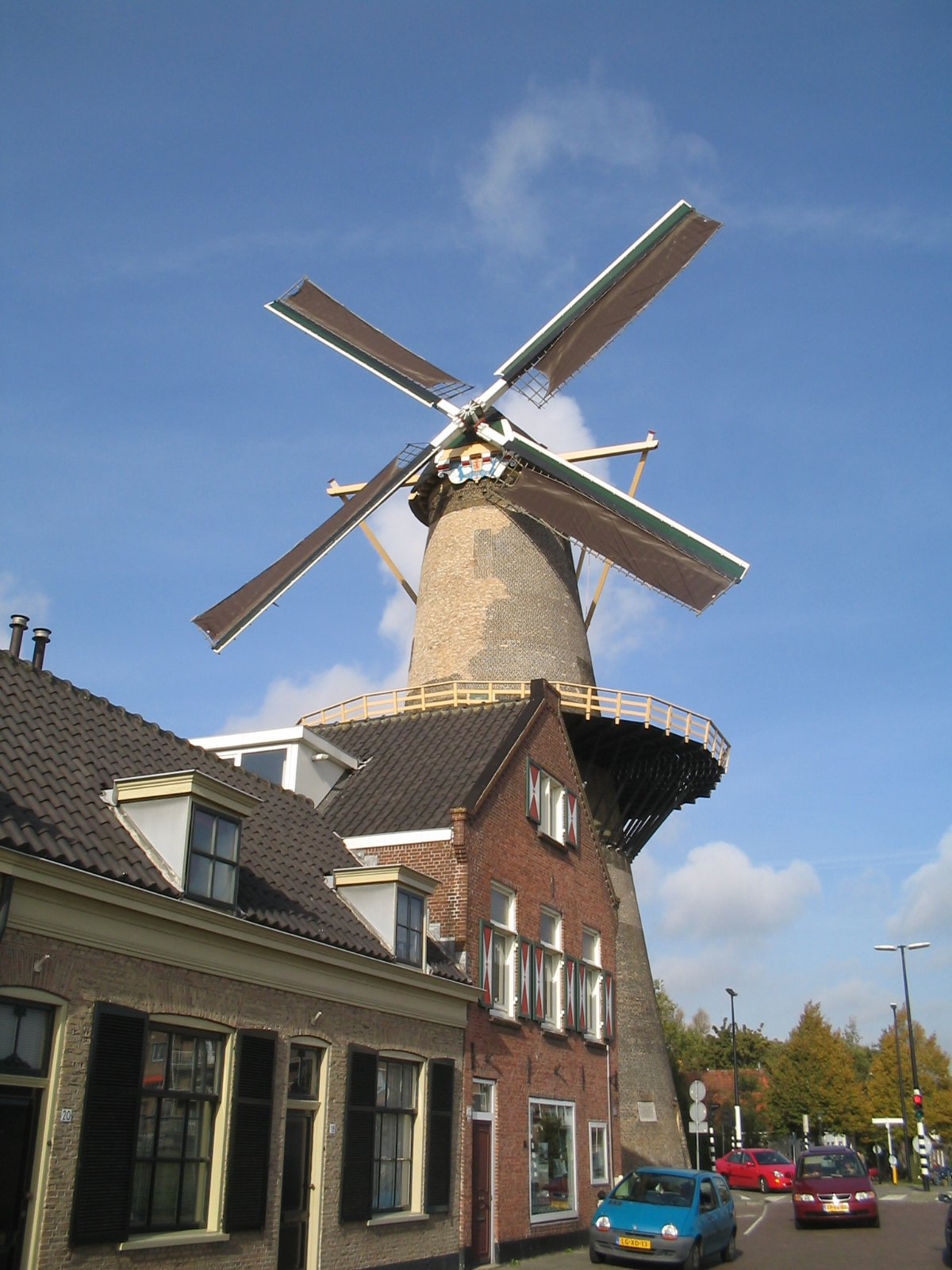
Molen Aeolus

Vlaardingen verkreeg waarschijnlijk voor 1273 stadsrechten. In 1273 verleent Graaf Floris V, stadsrechten die erop wijzen dat ze een uitbreiding zijn van eerder verleende rechten. Ook het stadsrecht van 1273 werd daarna verschillende malen uitgebreid. Dat heeft echter nooit geleid tot de bouw van stadsmuren. Meer dan een gracht (de Biersloot?) en hekken op de toegangswegen heeft de stad als afgrenzing nooit gekend. Wel werden bij archeologische opgravingen aan de Kortedijk restanten van een fundering ontdekt, die mogelijk wijzen op de aanwezigheid van een poortgebouw.

## Tachtigjarige Oorlog
Aan het begin van de Tachtigjarige Oorlog is sprake van een 'open stad' en is Vlaardingen nauwelijks te verdedigen. Wanneer de Spanjaarden de Schans in Maaslandsluis (Maassluis) in 1574 in bezit nemen dreigt Vlaardingen een uitvalsbasis voor Spaanse aanvallen op prinsgezind Schiedam te worden. Willem van Oranje besluit daarom dat Vlaardingen onbruikbaar voor de vijand gemaakt moet worden. Een groep poorters van Schiedam besluit daarop Vlaardingen te plunderen en in brand te steken. Nauwelijks enig gebouw lijkt daarbij gespaard te zijn. Gevluchte Vlaardingers wordt bij de stadspoorten van Schiedam de toegang tot de stad geweigerd. Tot laat in de twintigste eeuw was er sprake van schermutselingen tussen Schiedamse en Vlaardingse jeugd op de grens van beide steden, waarvan wordt gezegd dat deze teruggaan op deze geschiedenis.
Na deze oorlogsellende herstelde de stad zich maar moeizaam. Aan het begin van de zeventiende eeuw had het dorp Maassluis aanmerkelijk meer huizen dan de stad Vlaardingen. Tijdens het Twaalfjarig Bestand ging de ambachtsheerlijkheid van Vlaardingen en Vlaardingerambacht over in handen van de Amsterdamse koopman Van Ruytenburg. Vlaardingen was en bleef een soort halfstad, deels met eigen rechten, deels onder het gezag van de ambachtsheer. De Vlaardingers zouden in de eeuwen daarna nog heel wat strijd moeten blijven leveren om hun rechten veilig te stellen. De tweede ambachtsheer Van Ruytenburg, Willem, is echter wereldberoemd. Hij staat in zijn gouden praalharnas pontificaal op de voorgrond van De Nachtwacht. Sinds de gemeente Vlaardingen in 1830 de ambachtsheerlijkheid kocht (van de familie Van Leyden Gael) is de stad echter zelf 'ambachtsheer'.

## Visserij

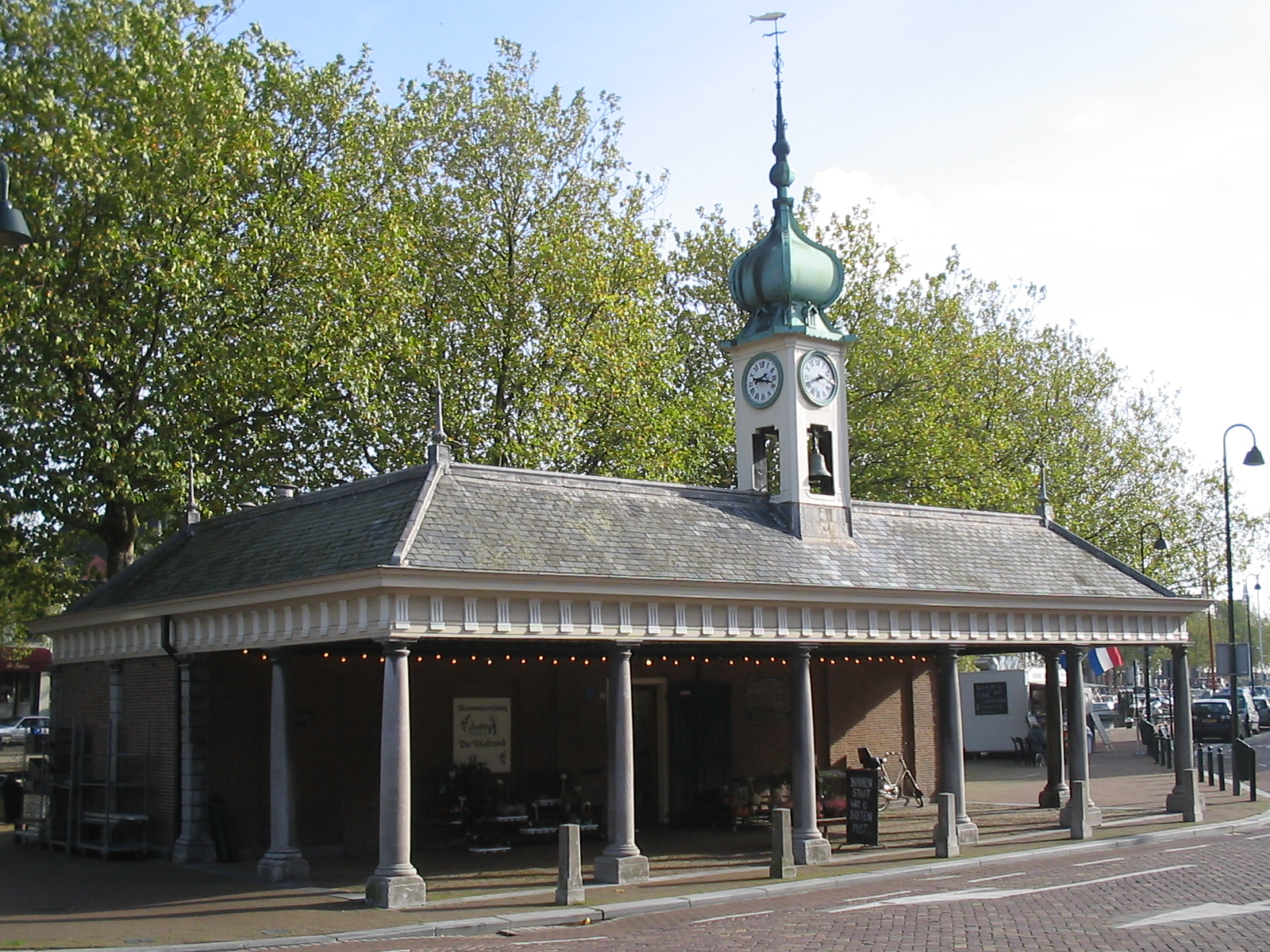
Visbank

Belangrijk voor de stad is zeker vanaf de achttiende eeuw de haringvisserij. Schiedam en Rotterdam waren tot die tijd ook belangrijke vissersplaatsen. Schiedam ging zich echter meer toeleggen op de jeneverindustrie, Rotterdam meer op de handel. Dat leidde ertoe dat Vlaardingen zich op de zeevisserij kon richten en als vissersplaats kon opbloeien. De stad overvleugelde daarbij alras ook Maassluis. Er ontstond langzaam maar zeker wel een monocultuur, waarbij vrijwel iedereen in de stad economisch afhankelijk was van de visserij. Dat wreekte zich in oorlogstijd, als de vloot niet uit kon varen. Ook gedurende de tijd dat het Continentale Stelsel werd gehandhaafd (tijdens de inlijving in het Franse Keizerrijk) was het in Vlaardingen armoe troef. Na de totstandkoming van het soeverein vorstendom der Nederlanden, in 1813, kon Vlaardingen zich echter ontwikkelen tot de belangrijkste Nederlandse haven voor de haringvisserij. Wel was de verzanding van de Maasmond een probleem. De aanleg van het Kanaal door Voorne en later de Nieuwe Waterweg waren daarom voor Vlaardingen van grote betekenis. Hetzelfde geldt voor de aansluiting op het spoor in 1891. De export van haring naar Duitsland kon daardoor enorm toenemen. Tot ver in de 20e eeuw was Vlaardingen de derde vissershaven van Nederland. In tegenstelling tot bijvoorbeeld  IJmuiden en Scheveningen vonden er in  de loop van de twintigste eeuw echter geen investeringen meer plaats in de visserij. Na de opkomst van de industrie, waar de arbeidsomstandigheden beter waren, nam de visserij sterk in betekenis af. In 1949  werd de visbank die fungeerde als visafslag gesloten. In 1964 werd voor het laatst vanuit Vlaardingen uitgevaren, met negen haringloggers. Dit aantal schepen, die daarna uitvoeren vanuit een andere haven, werd allengs minder en de rest van de visserij-activiteiten verdween eveneens vrijwel geheel uit de stad. In 1977 werd de vishal gesloopt. In 1987 verkocht de Vlaardingse haringhandelaar W. Kwakkelstein het laatste Vlaardingse visserschip, de Monica, oftewel de Vlaardingen 89. In 2017 werd ook de voormalige rederij en vishandel Hoogendijk overgenomen door een branchegenoot uit IJmuiden. Van de ooit aanzienlijke vissersvloot ligt anno 2020 alleen nog de gerestaureerde  Vlaardingen 92 aan de Vlaardingse kade, als museumschip.

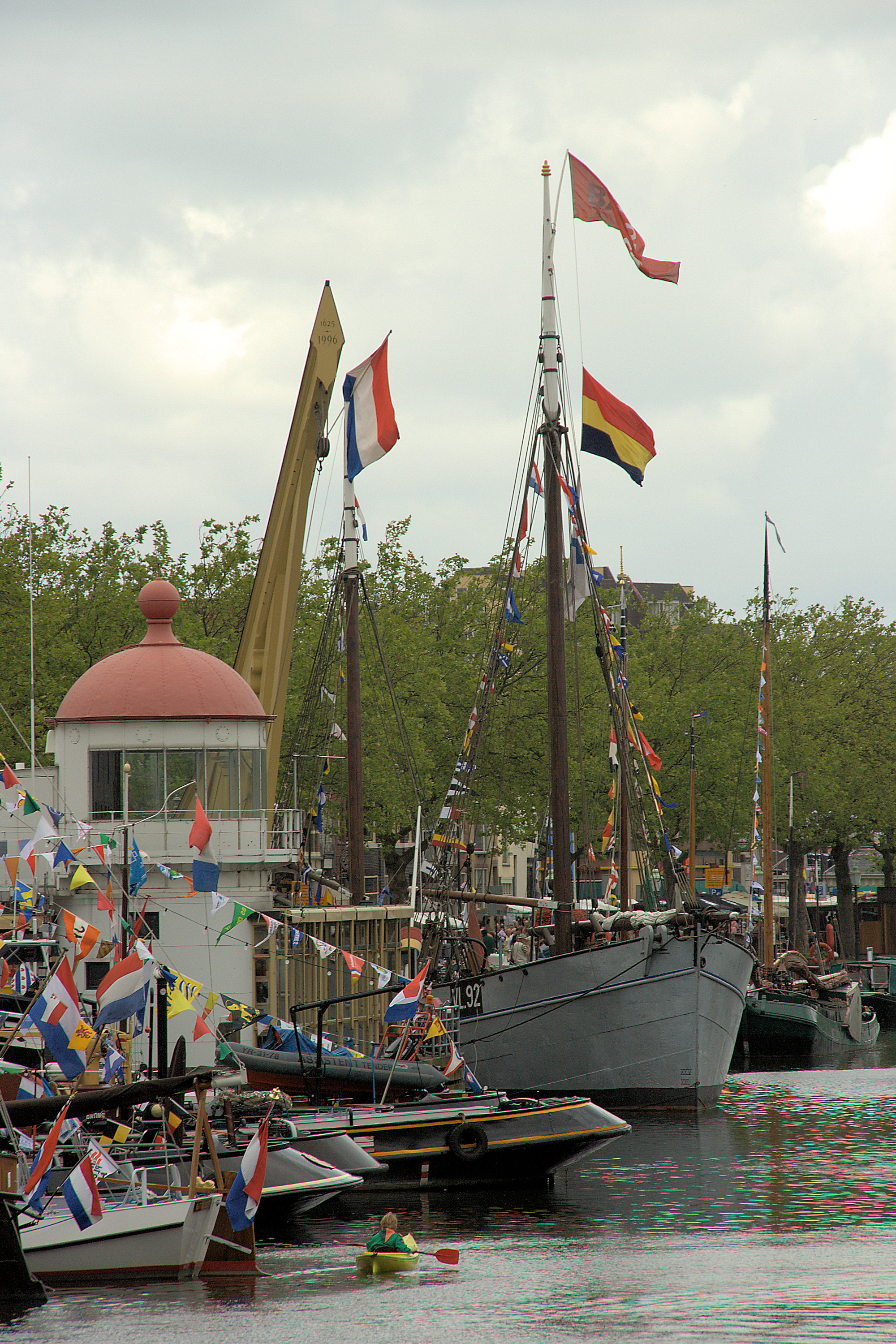
De VL 92 Balder op haar vaste ligplaats in Vlaardingen

## Industrie en havens
De Vlaardingse haven is altijd van groot belang geweest omdat deze zowel een goede zeehaven als een goede Rijn- en Maashaven was. Aan het einde van de negentiende eeuw ontwikkelt zich daardoor ook industrie die van die havenfaciliteiten kan profiteren. Naast een boterfabriek (uitvoer naar Engeland) moet hierbij vooral ook de meelfabriek van de gebroeders Van Dusseldorp worden genoemd. Het belangrijkste gebouw ervan, uit de jaren tachtig van de negentiende eeuw, werd door een Waalse firma ontworpen. De kennis die nodig is voor het bouwen van een stoommeelfabriek was in de Noordelijke Nederlanden nog onvoldoende beschikbaar. Het fabrieksgebouw, vanwege zijn laatste functie bekend als 'de Pelmolen', er werden erwten gepeld, staat aan de monding van de Oude Haven. Het is verbouwd tot appartementencomplex.

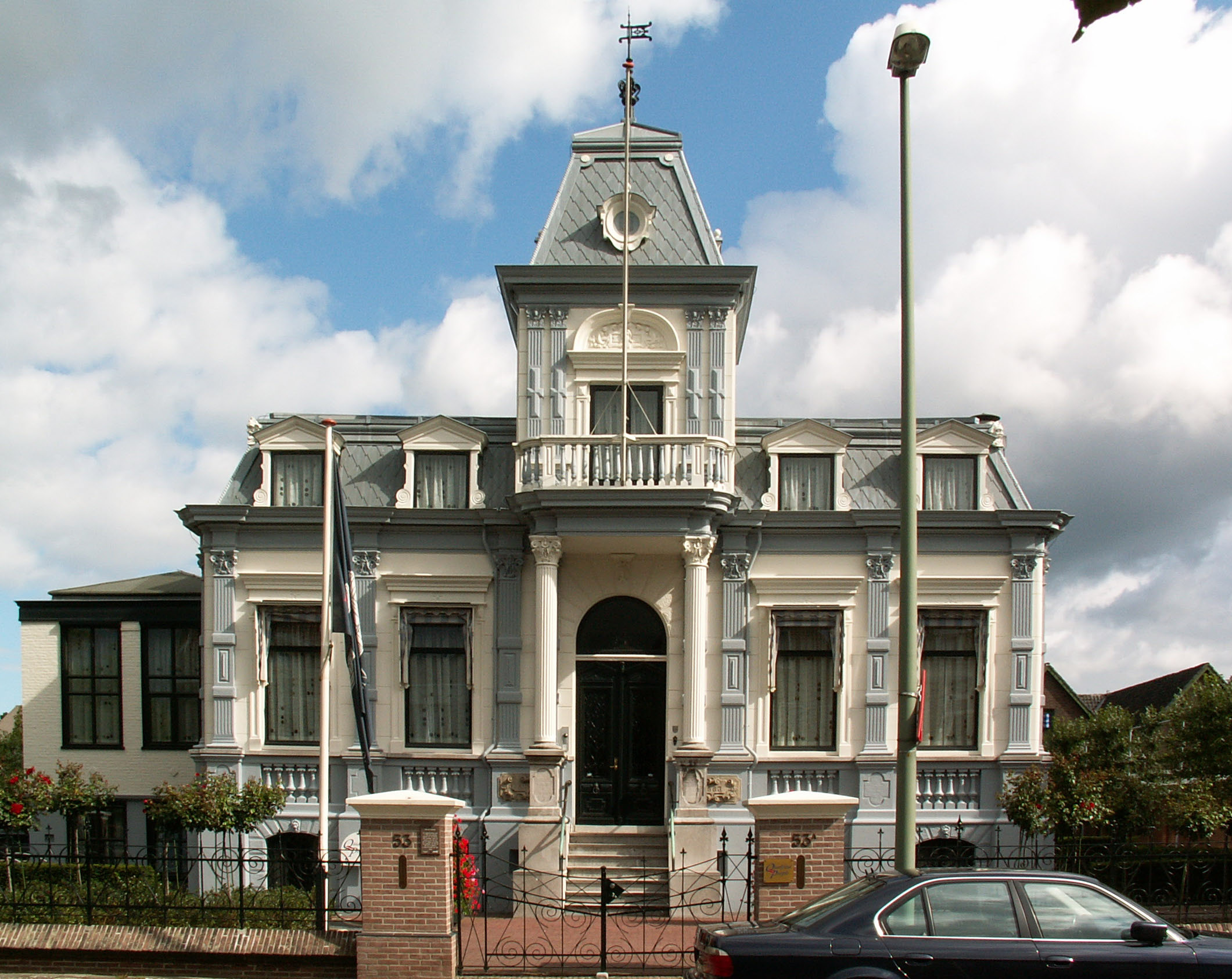
Stadsvilla gebouwd in 1883 door de reder A.H.C.M.J. IJzermans

Met name de toegenomen visserijactiviteiten aan het einde van de negentiende eeuw leidden ertoe dat de haven overvol raakte. Daarbij speelt ook de vernieuwing van de visserij een rol. Scheveningse vissers maakten gebruik van zogenaamde bomschuiten, die op het strand getrokken konden worden (Scheveningen beschikte niet over een haven). De introductie van de sloep (chaloupe) en de logger leidden ertoe dat Scheveningse en Katwijkse reders een haven nodig hadden. Vooruitstrevende reders uit die plaatsen weken daarom uit naar Maassluis en Vlaardingen, waar wel over een diepe haven werd beschikt. In de winter, als de meeste schepen binnen lagen, kon men daardoor in Vlaardingen over de dekken van de schepen de haven oversteken. Dat leidde ertoe dat in Vlaardingen werd besloten om een nieuwe visserij- en handelshaven aan te leggen. Deze haven is lokaal nog steeds bekend als de Nieuwe Haven. Officieel heet deze tweede zeehaven echter Koningin Wilhelminahaven. Een derde gemeentelijke haven, die men in de jaren twintig wilde aanleggen, vond geen doorgang. Voor havenaanleg was men afhankelijk van rijkssubsidie. Het rijk besloot aan de aanleg van een haven in Scheveningen voorrang te geven.
Tijdens de Eerste Wereldoorlog is Nederland neutraal. Als de onbeperkte onderzeebootoorlog wordt afgekondigd is het in Vlaardingen armoe troef. De vloot kan niet meer uitvaren en reders zeggen banen van schepelingen op. Dat is op zichzelf nog niet zo'n groot probleem, omdat veel opvarenden van buiten de stad afkomstig zijn. Het grootste deel van de economie van de stad draait echter op de visserij. Ook touwslagerijen, kuipers, scheepswerven, zeilmakerijen en andere bedrijven verliezen hun bestaansgrond. Het merendeel van de bevolking wordt afhankelijk van de bedeling.
In het interbellum zien we de reactie daarop. Vlaardingen ontwikkelt zich tot een belangrijke industrieplaats. Er vestigen zich grote bedrijven zoals de Bataafse Petroleum Maatschappij, de Maatschappij tot Exploitatie van Terreinen Matex, een superfosfaatfabriek en Levers Zeepmaatschappij (het latere Unilever). Belangrijk was ook de aanleg van de Vulcaanhaven. Dit was toentertijd de grootste particuliere haven van Europa, waarvan de aanleg voor een belangrijk deel werd bekostigd door Thyssen Stahl AG in Duisburg. Dit bedrijf gebruikte de Vulcaanhaven vooral voor de aanvoer van kolen, die in Vlaardingen werden overgeslagen van zeeschepen in Rijnaken. Tot op heden ziet men, rijdend van of naar de Beneluxtunnel, twee van de drie grote overslagportalen die kort na de Tweede Wereldoorlog werden gebouwd ter vervanging van eerdere exemplaren die aan het eind van de bezetting werden opgeblazen. Deze ertskranen waren  aangewezen als rijksmonument maar zijn uiteindelijk gesloopt.

## Tweede Wereldoorlog
Direct na het begin van de Duitse bezetting ontstond in Vlaardingen en Schiedam de verzetsgroep de Geuzen. Deze groep was de eerste verzetsgroep in Nederland, maar nam waarschijnlijk niet genoeg voorzichtigheid in acht. Nog geen jaar na het ontstaan van de groep werden achttien Geuzen opgepakt. Vijftien van hen werden ter dood veroordeeld en op 13 maart 1941 gefusilleerd op de Waalsdorpervlakte.
Op 5 oktober 1940 voerden Britse bommenwerpers een aanval uit op het overslagbedrijf Nieuwe Matex. Ook andere delen van de stad zijn het doelwit geweest van bomaanvallen.
In 1941 werd de gemeente Vlaardinger-Ambacht door Vlaardingen en deels door Schipluiden geannexeerd. Hierdoor werd de gemeente Vlaardingen ruim drie keer zo groot en kreeg het ruimte voor de grootschalige stadsuitbreidingen na de oorlog.

## Na 1945
Na de Tweede Wereldoorlog ontwikkelde Vlaardingen zich tot een echte wederopbouwstad. Vlaardingen behield nog lang de positie van de derde zeehaven en tweede Rijnhaven van Nederland, een positie die de stad in het interbellum had verkregen, maar inmiddels verloren heeft.
Willem van Tijen werd aangetrokken als stedenbouwkundige. Hij ontwierp enkele typische wederopbouwwijken, waarvan Babberspolder-Oost en de Westwijk als schoolvoorbeelden van zijn stedenbouwkundige opvattingen mogen gelden. Zelf ontwierp hij woningen langs de Van Beethovensingel en in de Babberspolder. In zijn kielzog volgden bekende architecten, zoals Marius Duintjer (Politiebureau, gesloopt), Herman Haan (villa's en industriegebouwen), Dirk Roosenburg (technische school, gesloopt), Hugh Maaskant (Gerfa Gereedschappenfabriek, fabriekshallen Cincinnati Nederland appartementen langs de Maasboulevard), Joost W.C. Boks (Delta Hotel, Villa aan de Schiedamseweg, kantoor E.N.C.K., kantoor Nieuwe Matex, Holyziekenhuis (gesloopt)), Koen van der Gaast (station Vlaardingen Oost), Johan baron van Asbeck (Ichthuskerk) en vele anderen.
Behalve een enorme explosie van het aantal woningen, die zelfs voor de Wederopbouwperiode opmerkelijk is, ontwikkelden zich ook de industrie en havenactiviteiten. Dit bracht een toestroom van arbeiders uit de andere landsdelen met zich mee. De droom van de jaren zestig, een groei tot 135.000 inwoners, zou echter nooit werkelijkheid worden. De industrialisatie toonde ondertussen wel zijn keerzijde. Vlaardingen kreeg zelfs enige tijd een slechte naam vanwege luchtverontreiniging en stankoverlast. De sluiting van een middelbare school vanwege de luchtverontreiniging werd landelijk nieuws en is de directe aanleiding voor de rijksoverheid de regio te saneren. De ruimtelijke ordening in Nederland veranderde ondertussen en er werden groeikernen aangewezen. Vlaardingen werd geen groeikern en de ontwikkeling stagneerde na enige tijd. De stad werd steeds meer een forensenstad, aanvankelijk voor veel mensen die in de petrochemische industrie werkten. De belangrijkste werkgever was lange tijd het Unilever Research Laboratorium, dat echter in 2019 naar Wageningen vertrok. Dat maakte het al bestaande probleem nog groter om financieel  draagkrachtige inwoners te binden; de woningvoorraad is daarop niet toegesneden. De naoorlogse stadsaanleg, en de sanering en vernieuwing daarna, heeft Vlaardingen tot een stad gemaakt met veel groen aan de rand van een immens haven- en industriegebied.